# Olszanica (województwo podkarpackie)

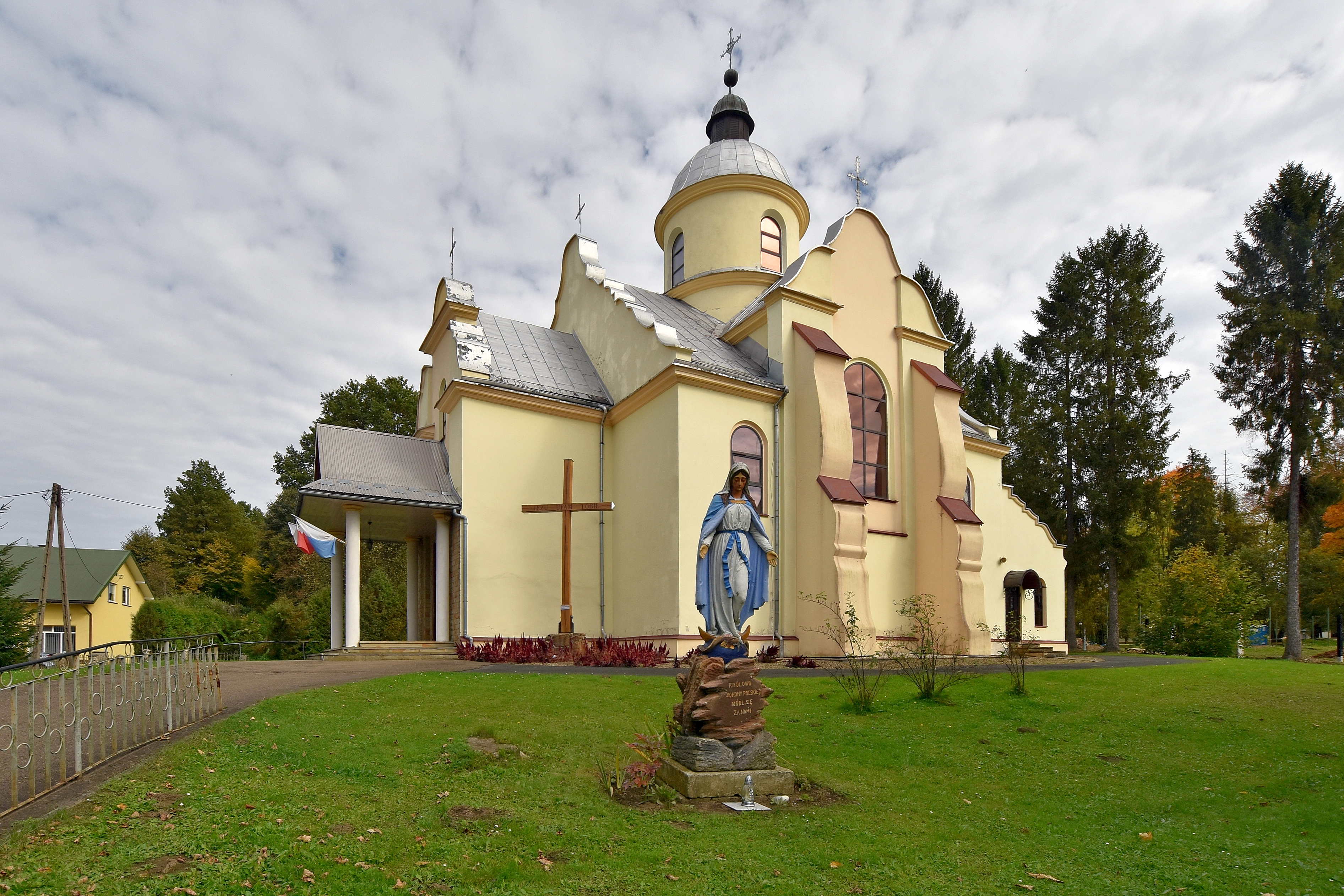
Kościół parafialny w cerkwi

Olszanica – wieś w Polsce położona w województwie podkarpackim, w powiecie leskim, siedziba gminy Olszanica.
W latach 1954–1972 wieś należała i była siedzibą władz gromady Olszanica. W latach 1975–1998 miejscowość położona była w województwie krośnieńskim.
Wieś leży w dolinach potoków Wańkówka i Stary Potok, które łącząc się dają początek Olszanki prawego dopływu Sanu. Przez miejscowość przechodzi droga krajowa nr 84 i linia kolejowa nr 108 Stróże – Krościenko z przystankiem Olszanica.
| SIMC    | Nazwa      | Rodzaj    |
| ------- | ---------- | --------- |
| 0358279 | Dział      | część wsi |
| 0358285 | Pod Magurą | część wsi |

## Historia
W 1376 roku Olszanica była, jak i Myczkowce prywatną wsią szlachecką i stanowiła własność Oleśki (Olescho). Wymieniana w 1436 roku jako miejscowość założona w sobieńskich dobrach Kmitów na prawie wołoskim. Nazwa wsi ma pochodzenie topograficzne, wywodzi się od słowa olsza, olszyna i oznaczała teren porośnięty olchami. Fakt ten potwierdzają źródła: 1441 Olschanycze, 1443 Kmitowie mieli dwór obronny.
W 1436 roku Jan Goligyan w imieniu żony Małgorzaty wystąpił do sądu grodzkiego w Sanoku przeciw Mikołajowi Kmicie – kasztelanowi przemyskiemu, który zajął gwałtem dobra ojczyste Małgorzaty Goligyan, przypadłe jej po bracie zm. Janie Kmicie i jego dzieciach z Bachórza, tj. Zamek Sobień z wsiami doń należącymi Olszanica, Myczkowce, Rajskie i Izdebki oraz inne. Spór ten trwał do 1441 roku, aż gdy doszło do ugody między Małgorzatą żoną Przedpełka Mościca z Wielkiego Koźmina a jej stryjem Mikołajem Kmitą z Wiśnicza, kasztelanem przemyskim.
Potem właścicielami Olszanicy byli Tarłowie, Mniszchowie, Jordanowie, Jasieńscy. W 1580 roku w podziale majątku po Barbarze z Herburtów Kmitowej dobra sobieńskie z Olszanicą przeszły w ręce Stadnickich, a potem Tarłów. Gdy Jerzy Mniszech ożenił się z Jadwigą Tarło (córką Mikołaja Tarło – sekretarza królewskiego i Jadwigi Stadnickiej) i otrzymał w spadku m.in. Olszanicę Potok, Dębowiec, Sambor, Laszki Murowane, Chyrów i Bąkowice.
W pocz. XVII wieku była to własność Mniszchów i istniał tu zamek murowany, w którym przebywała Maryna Mniszchówna – późniejsza carowa. W 1663 roku rejestr podatkowy wymienia jako właściciela wsi starostę sanockiego (1661) Jerzego Jana Wandalina Mniszcha. Potem przejęli Olszanicę na własność Jordanowie. W połowie XIX wieku właścicielami posiadłości tabularnej w Olszanicy byli Bronisław i Krystyna hr. Stadniccy.
W II Rzeczypospolitej wieś w powiecie leskim województwa lwowskiego. Od września 1939 do 1941 była pod okupacją sowiecką. Od 1941 do sierpnia 1944 wieś była siedzibą okupacyjnego hitlerowskiego urzędu gminy w powiecie sanockim. 9 maja 1945 nacjonaliści ukraińscy z OUN-UPA zaatakowali miejscową stację kolejową, którą od zniszczenia uratował przyjazd pociągu pancernego. Łącznie w latach 1945–1946 w walce z UPA zginęło lub zostało skrytobójczo zamordowanych 25 Polaków i 1 Ukrainiec, w tym tak cywile, jak i żołnierze WOP oraz funkcjonariusze MO i Straży Ochrony Kolei. W 1946 banderowcy spalili większość gospodarstw po Ukraińcach przesiedlonych do ZSRR.

## Zabytki
Murowana cerkiew, pw. Zaśnięcia Matki Bożej z 1923 roku (projekt Bronisław Wiktor), która służy obecnie jako kościół rzymskokatolickiej Parafii Matki Bożej Pocieszenia. Obok cerkwi na parawanowej dzwonnicy można podziwiać dzwon z 1630 roku. Cerkiew sąsiaduje z zespołem pałacowo-parkowym, na który składają się: pałacyk z 1905 (wybudował go Antoni Juściński), zabudowania gospodarcze, oficyna i kuźnia, most z II poł. XIX w. Godne zwiedzenia są również kapliczki przydrożne z XIX w.

## Osoby związane z Olszanicą
- Józef Gryf Ciepielowski (24 VI 1897) – porucznik piechoty, powstaniec styczniowy z 1863, walczył pod Radziwiłłowem, zm. we Lwowie.
- Edward Csató – (15 grudnia 1920 – 27 kwietnia 1968), ur. w Olszanicy krytyk i historyk teatru.
- Włodzimierz Dołęga-Dziakiewicz – pułkownik inżynier saperów Wojska Polskiego, ofiara zbrodni katyńskiej.
- Halina Żurowska – kurierka i łączniczka AK i WiN-u, porucznik.